# Schweizerische Gesellschaft für Ernährung
Die Schweizerische Gesellschaft für Ernährung (SGE; französisch Société Suisse de Nutrition (SSN), italienisch Società Svizzera di Nutrizione (SSN)) wurde 1965 gegründet als gemeinnütziger Verein mit Sitz in Bern.
Ziele sind nach eigenen Angaben:
- Aufklärung der Bevölkerung über alle Fragen einer gesunden Ernährung mit aktuellen, wissenschaftlich gesicherten und ausgewogenen Massnahmen der Ernährungsinformation, -erziehung und -ausbildung.
- Förderung des Erfahrungsaustausches und der Zusammenarbeit zwischen den wissenschaftlich sowie den praktisch auf dem Gebiet der Ernährung tätigen Personen und Organisationen.
- Förderung der wissenschaftlichen Forschung im Ernährungsbereich sowie den Informationsaustausch über neue Forschungsvorhaben und -resultate.

Sie hat im Jahr 2012 rund 6000 Mitglieder (82 % Deutschschweiz, 15 % Romandie, 3 % Tessin) als Einzelmitglieder und 5 % Kollektiv-, Gönner- und Freimitglieder. Ein zehnköpfiger Vorstand vertritt die Gesellschaft, 13 Mitarbeiter sind in der Geschäftsstelle fest angestellt.
Sie ist Herausgeber des Fachmagazins „Tabula“, das viermal jährlich erscheint. Darüber hinaus werden zwei- und zum Teil dreisprachige Informationen zum Thema Ernährung gedruckt oder elektronisch publiziert.
Der Verein betreut den Ernährungstest Nutricalc zur Beurteilung und Verbesserung des individuellen Ernährungsverhaltens.
Der Verein ist Mitglied der International Union of Nutritional Sciences (IUNS) sowie der Federation of European Nutrition Societies (FENS). Partnerorganisationen sind die Deutsche Gesellschaft für Ernährung (DGE) sowie die Österreichische Gesellschaft für Ernährung (ÖGE), mit denen gemeinsam Drei-Länder-Tagungen durchgeführt werden.